# Война и мир (фильм, 1967)
«Война́ и мир» — советский художественный фильм 1965—1967 годов, эпическая военная драма в четырёх частях, экранизация одноимённого романа Льва Толстого, одна из самых высокобюджетных картин в истории советского кинематографа. Фильм стал известен ещё и благодаря масштабным батальным сценам и применению новаторской панорамной съёмки полей сражений.
Одна из самых масштабных работ в творчестве Сергея Бондарчука — создание картины заняло около 6 лет (1961—1967). Премия «Оскар» за лучший фильм на иностранном языке (1969). Премия «Золотой глобус» за лучший фильм на иностранном языке (1969). Главный приз Московского международного кинофестиваля 1965 года. Первая серия («Андрей Болконский») — лидер проката в СССР в 1966 году (58 миллионов зрителей).
Действие происходит в России в период с 1805 года по приблизительно 1813 год. Фильм рассказывает о нескольких дворянских семьях: Ростовых, Болконских, Курагиных, Безуховых в трагический период русской истории между двумя войнами.

## Сюжет

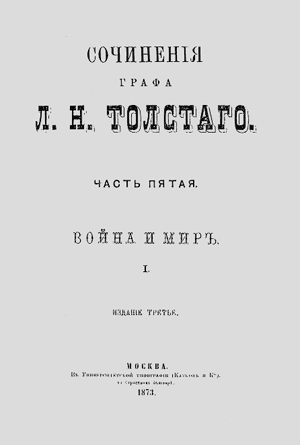
Титульная страница издания романа 1873 г.

### Фильм 1. Андрей Болконский

#### Серия 1
Действие фильма начинается в 1805 году в Петербурге, в салоне фрейлины вдовствующей императрицы Анны Павловны Шерер, где встречаются главные герои — друзья князь Андрей Болконский и Пьер (Пётр) Безухов. Болконский собирается на войну, он хочет изменить надоевший ему образ жизни. Безухов, не определившийся в жизни молодой человек, коротает время в кутежах и пьянстве в компании молодёжи, которую собирают офицеры Долохов и Курагин.
Безухов за недостойное поведение выслан из столицы в Москву, где на балу в доме Ростовых знакомится с дочерью графа Ростова — Наташей. Между тем умирает граф Кирилл Безухов. Наследником его немалого состояния неожиданно признают незаконного сына Пьера. До того бедный и безвестный дворянин становится первым женихом Москвы. Пьер женится на красавице Элен, дочери князя Курагина.
Николай Ростов и Андрей Болконский принимают участие в военной кампании 1805 года. Болконский получает назначение в штаб и становится адъютантом Михаила Илларионовича Кутузова, а затем отправляется в действующую армию. Кампания завершается сражением при Аустерлице. Увлекая солдат в атаку, Болконский получает тяжёлое ранение.

#### Серия 2
Болконский остаётся жив, но домой по ошибке приходит сообщение о том, что он погиб смертью храбрых.
Пьер Безухов между тем живёт светской жизнью. Разозлённый анонимным письмом о связи его жены с Долоховым и наглым поведением самого Долохова на обеде в честь Багратиона, Безухов вызывает обидчика на дуэль и тяжело ранит его. Пьер и Элен расходятся.
Жена Болконского Лиза умирает во время родов. В эту же ночь к смертному одру супруги приезжает Болконский. Разочарованный в жизни Болконский тяжело переживает смерть супруги, уходит с армейской службы и уезжает из столицы в своё имение.
Заканчивается зима. Болконский по делам посещает имение Ростовых, где встречается с повзрослевшей Наташей Ростовой. Болконский решает, что жизнь не кончилась в тридцать один год, и возвращается в свет.

### Фильм 2. Наташа Ростова
31 декабря 1809 года. Канун нового 1810 года. 17-летняя Наташа Ростова выезжает на свой первый бал. Безухов просит Болконского пригласить Наташу на танец. Болконский влюбляется в юную графиню Ростову и после бала решает сделать ей предложение. Однако отец Болконского против и ставит свои условия: брак может состояться только через год. Тайно помолвившись с Наташей, Андрей Болконский уезжает за границу.
Зиму Ростовы проводят в своём имении Отрадном. Наташа тоскует по Андрею. Наступает время праздников — зимних святок. В дом Ростовых приходят ряженые. Наташа гадает, пытаясь узнать, когда же вернётся её суженый. Она посещает старого князя Болконского, но тот отказывается обсуждать тему возвращения Андрея Болконского.
Во время посещения оперы Ростова знакомится с Анатолем Курагиным, который без памяти влюбляется в Наташу. Признание Курагина вскружило голову Наташе, и она, забыв обо всём, готова обручиться и бежать с ним, но в последний момент побег расстроился. Узнав о безобразном поступке Курагина, который был женат и знал об отношениях Наташи и Андрея, Пьер Безухов чуть не убивает его и требует, чтобы тот покинул столицу.
Болконский, узнав об измене Наташи, отказывается от неё. Пьер передаёт Наташе слова Болконского о разрыве и, пытаясь успокоить её, неожиданно сам признаётся ей в любви.

### Фильм 3. 1812 год
1812 год. Войска Наполеона вторгаются в пределы России. Главнокомандующим, несмотря на разногласия в штабе, назначен Михаил Кутузов. Война подступает всё ближе, горит Смоленск. Старик Болконский тяжело переживает, отказывается верить в горькие известия о поражениях русской армии и умирает.
Кутузов вызывает Андрея Болконского, предлагая ему службу при штабе, но Болконский просится в действующую армию и получает благословение Михаила Илларионовича. Безухов бросает столичный свет и тоже приезжает на место событий.
Безухов и Болконский принимают участие в разворачивающейся Бородинской битве. Безухов оказывается в самом пекле сражения, на одной из артиллерийских батарей. Перед началом сражения полк, которым командовал Болконский, оказался в резерве. Так и не вступив в бой, Болконский получает тяжёлое ранение от разорвавшейся рядом гранаты и попадает в полевой лазарет.

### Фильм 4. Пьер Безухов
1812 год. Осень. На военном совете по окончании Бородинского сражения Кутузов отдаёт приказ об отступлении, что открывает путь французским войскам на Москву. Семейство Ростовых, как и большинство москвичей, опасаясь наступающего противника, бежит из города. Пьер Безухов, переодевшись в крестьянское платье, остаётся в Москве.
Войска императора Наполеона вступают в опустевший город. Безухов спасает от смерти французского офицера. Москва гибнет в страшном пожаре, Пьер чудом остаётся цел, оставшись невредимым после пожара и избегнув расстрела по обвинению в поджоге.
Ростовы эвакуируют умирающего Болконского в своё имение, где пережидают оккупацию. Болконский умирает на руках Наташи Ростовой, простив ей всё содеянное.
Как и рассчитывал Кутузов, войска Наполеона в условиях наступающей зимы вынуждены покинуть Москву и далее, преследуемые русскими войсками, и пределы России. Русская армия празднует победу.
Минует зима, начинается лето. Безухов возвращается в отстраиваемую заново Москву и встречается с Наташей Ростовой. Фильм заканчивается словами:

 А я говорю: возьмёмтесь рука с рукою те, которые любят добро, и пусть будет одно знамя — деятельная добродетель. Я хочу сказать только, что все мысли, которые имеют огромные последствия, — всегда просты. Вся моя мысль в том, что ежели люди порочные связаны между собой и составляют силу, то людям честным надо сделать только то же самое. Ведь как просто.

## Создатели

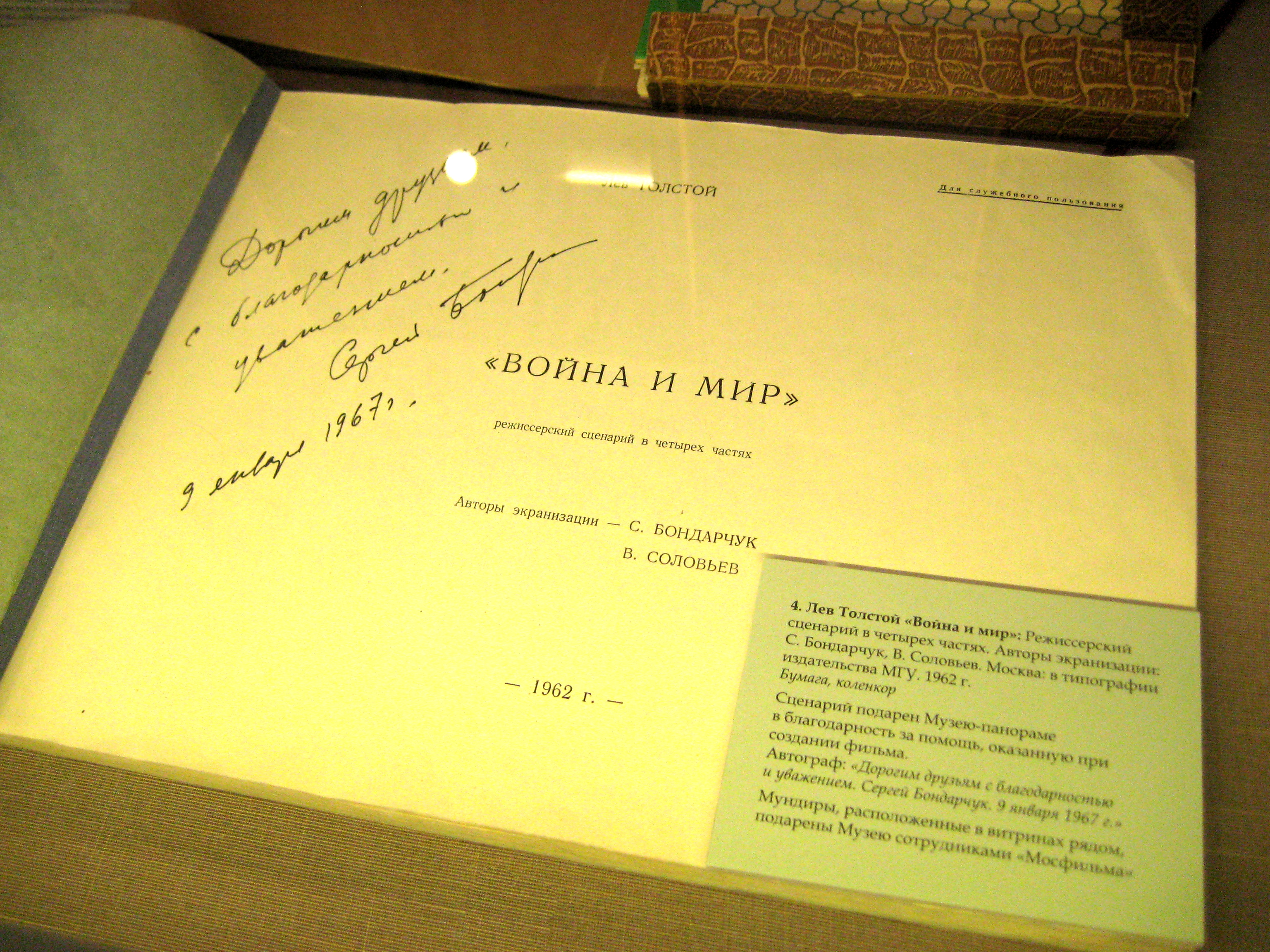
Режиссёрский сценарий «Войны и мира» с автографом Бондарчука. Музей «Бородинская панорама»

### Съёмочная группа
- Автор сценария: Василий Соловьёв, Сергей Бондарчук
- Режиссёр-постановщик: Сергей Бондарчук
- Операторы: Анатолий Петрицкий, Чен Ю-Лан (Иоланда), Александр Шеленков
- Художники: Михаил Богданов, Геннадий Мясников
- Звукооператор: Юрий Михайлов, И. Урванцев
- Художники по костюмам: Михаил Чиковани, Вячеслав Вавра[3], Н. Бузина
- Консультанты: генерал армии Владимир Курасов, генерал армии Маркиан Попов, генерал-лейтенант Николай Осликовский (по кавалерии), М. Люшковский, В. Глинка, А. Любимов, Е. Курбатова
- Консультанты: Анна Книпер-Тимирёва (по этикету, в титрах не указана)[4]
- Монтаж: Татьяна Лихачева
- Комбинированные съёмки:
  - Оператор: Григорий Айзенберг
  - Ассистент: Эдуард Маликов
- Директор фильма: Виктор Циргиладзе

### В ролях
| - Ростовы - Людмила Савельева — Наташа Ростова, дочь Ильи и Натальи Ростовых - Виктор Станицын — граф Илья Андреевич Ростов - Кира Головко — графиня Наталья Ростова, жена графа Ильи Андреевича - Александр Борисов — дядюшка Ростовых - Ирина Губанова — Соня, племянница графа Ростова - Олег Табаков — Николай Ростов, старший сын Ростовых - Марина Добровольская — Вера, старшая сестра Наташи Ростовой - Николай Кодин — Петя в детстве - Сергей Ермилов — Петя, сын Ростовых - Болконские - Вячеслав Тихонов — князь Андрей Болконский - Анатолий Кторов — князь Николай Болконский, отец Андрея и Марьи - Антонина Шуранова — княжна Марья, сестра князя Андрея - Анастасия Вертинская — Лиза, жена князя Андрея - Александр Сёмин — Николушка Болконский - Безуховы - Сергей Бондарчук — Пьер Безухов - Людмила Давыдова — княжна Безухова - Николай Толкачёв — граф Кирилл Владимирович Безухов - Николай Кутузов — родственник Безуховых - Ирина Скобцева — Элен Курагина (в замужестве Безухова) - Василий Лановой — Анатоль Курагин - Эдуард Марцевич — Борис Друбецкой - Клавдия Половикова — княгиня Анна Михайловна Друбецкая - Галина Кравченко — княгиня Мария Львовна Карагина - Ангелина Степанова — Анна Павловна Шерер, фрейлина вдовствующей императрицы - Елена Тяпкина — Марья Дмитриевна Ахросимова - Джемма Фирсова — Катишь - Олег Ефремов — Фёдор Долохов - Борис Смирнов — князь Василий Курагин - Иван Соловьёв — Пётр Шиншин, двоюродный брат графини Ростовой - Юрий Леонидов — князь Несвицкий - Алексей Глазырин — эпизод - Леонид Кмит — эпизод - Георгий Светлани — дьячок - Вероника Полонская — эпизод - Анна Тимирёва — дама на балу - Ия Арепина — эпизод (не указана в титрах) - Никита Михалков — эпизод (не указан в титрах) - Георгий Шаповалов — эпизод - Борис Баташев — эпизод - Мария Капнист — дама на балу - Аполлон Ячницкий — Макар Алексеевич Баздеев - Тамара Яренко — дама | - Виктор Мурганов — Александр I - Борис Захава — Михаил Илларионович Кутузов - Гиули Чохонелидзе — Багратион - Михаил Погоржельский — Барклай-де-Толли - Александр Смирнов — штабс-офицер Козловский - Родион Александров — Балашов - Владимир Селезнёв — офицер Болховитинов - Алексей Бахарь — русский солдат - Сергей Никоненко — русский офицер - Николай Рыбников — Василий Денисов - Михаил Храбров — Платон Каратаев - Василий Бадаев — полковой командир - Георгий Шаповалов — русский солдат - Александр Лебедев — русский солдат - Николай Сморчков — русский солдат - Николай Хрящиков — русский солдат - Александр Дегтярь — русский солдат - Иван Жеваго — русский солдат - Николай Трофимов — штабс-капитан Тушин - Станислав Чекан — Тихон Щербатый - Пётр Савин — Тимохин - Янис Грантиньш — генерал Вольцоген - Николай Бубнов — генерал Макк - Хербертс Зоммерс — генерал Беннигсен - Альфред Ребане — австрийский генерал - ??? — генерал Ланжерон - Эрвин Кнаусмюллер — генерал Вейротер - Вадим Сафронов — император Франц - Владислав Стржельчик — Наполеон Бонапарт - Борис Молчанов — маршал Даву - Лев Поляков — Лористон - Жан-Клод Балар — Рамбаль - Георгий Милляр — Морель - Светлана Коновалова — кухарка - Нонна Мордюкова — Анисья Фёдоровна - Николай Гринько — Десаль - Борис Хмельницкий — адъютант отца Пьера Безухова (не указан в титрах) - Александр Комиссаров — мастеровой |

## Работа над картиной

### Предыстория

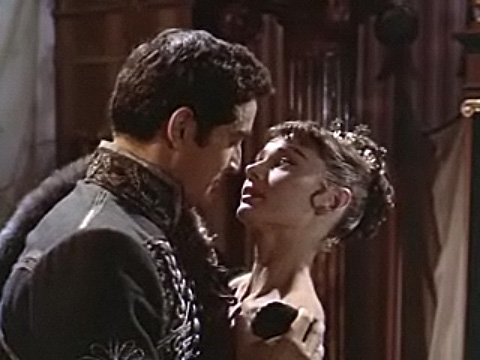
Витторио Гассман (Анатоль Курагин) и Одри Хепбёрн (Наташа Ростова). Голливудская постановка 1956 года

В начале 1960-х годов совпало сразу два обстоятельства: близилось 150-летие Бородинской битвы, а в 1959 году на экраны СССР вышел американский фильм «Война и мир» (режиссёр Кинг Видор), который был тепло принят зрительской аудиторией. Успех голливудской картины заставил руководителей советского кинематографа задуматься об отечественной экранизации романа.
При всём размахе и сложности эпопеи Льва Толстого её текст представлял собой интересный и благодатный материал для режиссёра. Михаил Ромм в своих лекциях отмечал, что сюжет и действие романа соответствуют принципу параллельного монтажа и близки к готовому сценарному построению. Единственная кинематографическая постановка «Войны и мира» в России была осуществлена в 1915 году режиссёром Яковом Протазановым.
За право осуществить государственный заказ соперничали классик социалистического реализма, основатель Союза кинематографистов СССР Иван Пырьев и на тот момент ещё не столь авторитетный Сергей Бондарчук. В качестве режиссёра Бондарчук уже успел снять получивший признание фильм «Судьба человека» (1959). Выбор должна была сделать комиссия Министерства культуры СССР во главе с Екатериной Фурцевой, но Пырьев сам отвёл свою кандидатуру. Впоследствии между двумя режиссёрами возникла размолвка, и до конца жизни Пырьева они не здоровались друг с другом.

### Создание

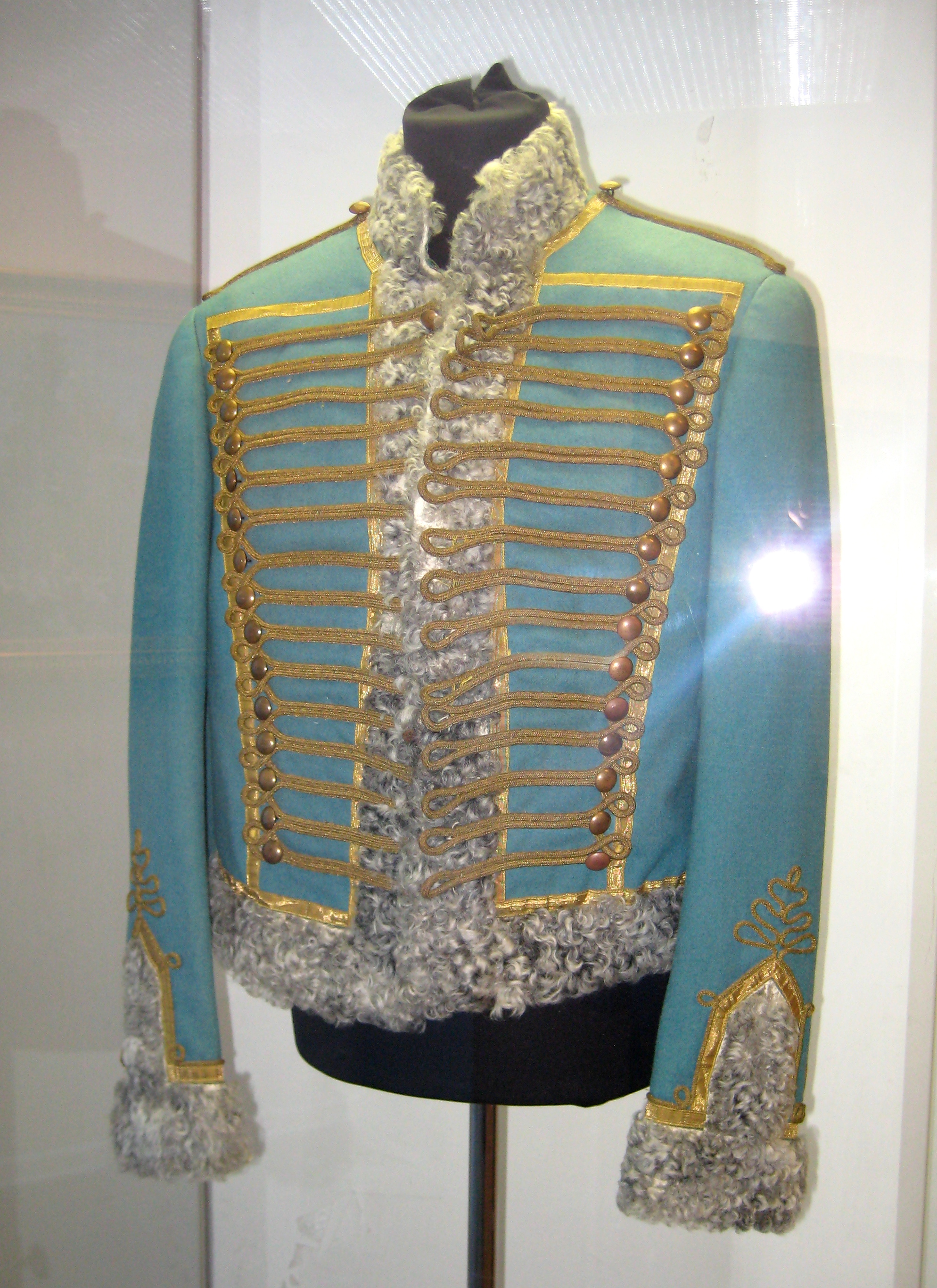
Ментик офицера Павлоградского полка со съёмок худ. фильма «Война и мир». 1970-е. Музей «Бородинская панорама»

«Война и мир» считается одним из наиболее масштабных проектов в мировой и советской кинематографии, наряду с такими картинами, как «Освобождение» и «Тихий Дон». Работа над лентой прямо контролировалась Министерством культуры СССР. Она стала делом престижа для СССР, и создание её потребовало усилий всей страны.
Для съёмок использовалось принципиально новое кинематографическое оборудование и материалы. Создатели получили доступ к музейным фондам, использовали для съёмок подлинную мебель и аксессуары XIX века. Для пошива костюмов директор картины привлёк Госплан СССР и Министерство лёгкой промышленности СССР. Одним из «спонсоров» картины стало Министерство обороны СССР, предоставившее лошадей и целые воинские подразделения в распоряжение съёмочной группы. В ходе работы над фильмом был сформирован отдельный кинематографический кавалерийский полк в составе около 1500 всадников, который впоследствии был успешно задействован во многих других советских фильмах.
Взаимоотношения в творческом коллективе складывались непросто с самого начала. Пробы проходили тяжело, при этом многих актёров, в том числе на ведущие роли, принимали уже после начала съёмок. Группа операторов, начинавших снимать картину, — Иоланда Чен и Александр Шеленков — отказалась работать с Бондарчуком по причине его режиссёрского диктата и отсутствия порядка в съёмочном процессе. На примирение обе стороны не пошли, и главным оператором «Войны и мира» стал Анатолий Петрицкий. В качестве главного художника картины был приглашен Евгений Куманьков, к тому времени создавший на «Мосфильме» декорации к таким фильмам, как «Садко», «Илья Муромец», «Капитанская дочка» и другие. Художником было создано более 150 эскизов декораций и произведен выбор натуры, в частности для съёмок Бородинской битвы. Однако к моменту начала реализации проекта художник и режиссёр пришли к полному взаимному непониманию, и художниками-постановщиками стали Богданов и Мясников. В настоящее время все эскизы Куманькова к фильму и другие материалы художника, связанные с этой кинопостановкой, находятся в Государственном музее-заповеднике Л. Н. Толстого «Ясная поляна».

### Музыка
За право написать музыку для картины конкурировали всемирно признанные композиторы: Шостакович, Свиридов, Хачатурян. Учитывая всю сложность задачи, Кабалевский даже предлагал переделать под киноформат музыку из одноимённой оперы Прокофьева. Вячеслав Овчинников в 1962 году был ещё никому не известным студентом консерватории, но именно его выбрал Бондарчук. Кроме специально написанной Овчинниковым музыки, для фильма использовалась историческая музыка. В эпизоде вступления наполеоновской армии в Москву и прогулки Наполеона по городу звучат французские военные марши: «Марш Императорской Гвардии Наполеона Бонапарта» и «Marche de La Garde Consulaire à Marengo», а в сцене появления Александра I на балу звучит хорошо узнаваемый, в мастерской обработке Овчинникова, исторический полонез-фантазия Осипа Козловского. В записи музыки принимали участие: Симфонический оркестр Московской филармонии, хор и оркестр Всесоюзного радио и телевидения (дирижёр Вячеслав Овчинников).

### Ход съёмок

Сергей Бондарчук — Пьер Безухов. Первая по времени снятая сцена фильма — расстрел поджигателей Москвы (1962)

Создание эпопеи — второго фильма Сергея Бондарчука как режиссёра — заняло около 6 лет.
Работа над сценарием началась в 1961 году. 27 февраля 1962 года генеральной дирекцией студии Мосфильм был принят литературный сценарий четырёх серий. Через месяц сценарий был обсуждён и одобрен на совещании в Министерстве культуры. Министерство обязало оказывать всю необходимую помощь создателям будущей ленты ряду ведомств и учреждений. Весной и летом 1962 года прошли актёрские пробы.
Съёмки «Войны и мира» начались 7 сентября 1962 года со сцены расстрела французами поджигателей города (эпизод вошёл в заключительную четвёртую серию). Затем снималась сцена русской охоты, для чего в качестве консультанта был приглашён эксперт-кинолог, специалист по гончим и борзым — Василий Иванович Казанский.
С декабря 1962 по май 1963 года съёмочная группа с 150 вагонами оборудования была в экспедиции — в Закарпатье, в Мукачево. Там были сняты эпизоды Шенграбенского и Аустерлицкого сражений 1805 года. Кроме того, так как из-за первоначальных морозов пришлось отложить постановку этих сражений, в Закарпатской области была отснята ещё 231 сцена, съёмка которых изначально планировалась в других местах. Так, здесь, в заснеженной местности и при участии 3000 солдат Прикарпатского военного округа Советской Армии (2500 во французских униформах и 500 в российских) было снято сражение под Красным. Шенграбенское сражение отсняли в районе села Куштановица.
Для съёмок были использованы коллекции 58 музеев страны, свыше 40 предприятий производили реквизит: от вооружения и экипировки до телег и табакерок. По рисункам XVIII века на Ломоносовском фарфоровом заводе специально для фильма был изготовлен большой обеденный сервиз. Было сделано 9 тысяч костюмов, 12 тысяч киверов, 200 тысяч пуговиц, точные копии русских и французских наград (орденов и медалей), оружия. Построено 50 декорационных объектов и 8 мостов, из них 3 — через Днепр. Для маскировки проводов, телеграфных столбов и современных построек декораторами установлено на натурных площадках 200 деревьев и 500 кустов. Для съёмки Бородинского сражения обширная территория декорирована палатками и чучелами солдат.
Натурные съёмки центральной панорамы Бородинского сражения снимали вблизи города Дорогобужа Смоленской области, недалеко от реальной Старой Смоленской дороги. Съёмки начались 25 августа 1963 года — в день 151-й годовщины Бородинского сражения. В массовке, изображавшей две армии, было занято около 15 тысяч человек пехоты, сформирован полк кавалерии в 950 сабель. У каждого из них было оружие, исторический костюм. На постановку «боя» израсходовали 23 тонны взрывчатки и 40 тысяч литров керосина, 15 тысяч ручных дымовых гранат, 2 тысячи шашек, 1500 снарядов.
Павильонные съёмки шли с декабря 1963 года до середины июня 1964 года. В это же время снимали первый бал Наташи Ростовой. В июле 1964 года у Сергея Бондарчука случился тяжёлый сердечный приступ и съёмки были приостановлены до сентября.
В мае 1965 года съёмочная группа получает распоряжение из Министерства культуры приостановить съёмки и спешно готовить первые две серии к показу на Московском международном кинофестивале. С задачей создатели справились и 18 июня 1965 года в Кремлёвском Дворце съездов состоялась торжественная премьера двух серий для представителей Госкино. Затем картина получила признание фестивального жюри МКФ и первый приз. Но самому Бондарчуку это стоило второй клинической смерти, и его едва спасли врачи.
На широкий экран картина вышла 14 марта 1966 года — в кинотеатре «Россия» состоялась премьера первой серии фильма «Война и мир» («Андрей Болконский»). В прокате 1966 года первая серия фильма заняла первое место, собрав аудиторию в 58 миллионов зрителей.
Премьера второй части состоялась за год до третьей — 20 июля 1966.
Работа над третьей серией («1812 год») закончилась 28 декабря 1966 года — комиссия «Мосфильма» приняла фильм. Съёмки четвёртой серии («Пьер Безухов») продолжались до августа 1967 года.
21 июля 1967 года в кинотеатре «Россия» состоялась премьера третьей серии («1812 год»). Премьера четвёртой серии «Войны и мира» («Пьер Безухов») состоялась 4 ноября 1967 года.

### Подбор актёров

Людмила Савельева — Наташа Ростова, Вячеслав Тихонов — Андрей Болконский. Сцена первого бала была снята в самом большом павильоне «Мосфильма» № 1

Выбор актёров стал отдельной задачей при создании эпической ленты. В фильме одних только озвученных персонажей свыше трёхсот.
На главную женскую роль Наташи Ростовой пробовались многие ведущие актрисы, в их числе Анастасия Вертинская, Лариса Кадочникова, Наталья Фатеева и Людмила Гурченко, но выбор Сергея Бондарчука был неожиданным: после нескольких проб остановился на 19-летней дебютантке — выпускнице Ленинградского хореографического училища имени А. Я. Вагановой, балерине Ленинградского театра оперы и балета Людмиле Савельевой.
В сентябре 1962 года съёмки уже шли полным ходом, а позиция актёра на роль Андрея Болконского оставалась вакантной. Пробовались многие звёзды советского экрана: Эдуард Марцевич, Олег Стриженов и Вячеслав Тихонов, но режиссёр выбрал Иннокентия Смоктуновского. У Иннокентия Михайловича уже было заманчивое предложение сыграть Гамлета в новой постановке, а Козинцев категорически отказался «отдавать» актёра.
Здесь в творческий процесс снова вмешалась министр культуры Екатерина Фурцева, настоявшая на кандидатуре Вячеслава Тихонова. Многочисленные мучительные пробы долгое время не устраивали режиссёра. В конце концов Тихонов убедил Бондарчука в том, что соответствует этой роли.
Интересно, что на роль Пьера Безухова рассматривалась даже такая экзотическая кандидатура, как Юрий Власов. В итоге она осталась за самим создателем картины, хотя многими критиками трактовка роли Бондарчуком, среди всех главных ролей, впоследствии считалась наиболее спорной. Для того чтобы соответствовать экранному воплощению Безухова, Бондарчук был вынужден прибавить в весе около 10 кг. Супругу Пьера — Элен Безухову — сыграла супруга Бондарчука Ирина Скобцева.
На роль Пети Ростова пробовался Никита Михалков и с его участием даже начались съёмки, но после первой же сцены русской охоты Михалков от роли отказался. На роль взяли Сергея Ермилова. А эпизоды с Михалковым (проскоки на лошадях во время охоты) так и остались в фильме.
Известный ленинградский актёр Николай Симонов планировался на Кутузова. Роль великого русского полководца досталась ректору Щукинского театрального училища Борису Захаве.
На роли некоторых немецких и французских персонажей были приглашены иностранные актёры: Хельмут Зоммер, Эрвин Кнаусмюллер, Жан-Клод Баллар.

### География

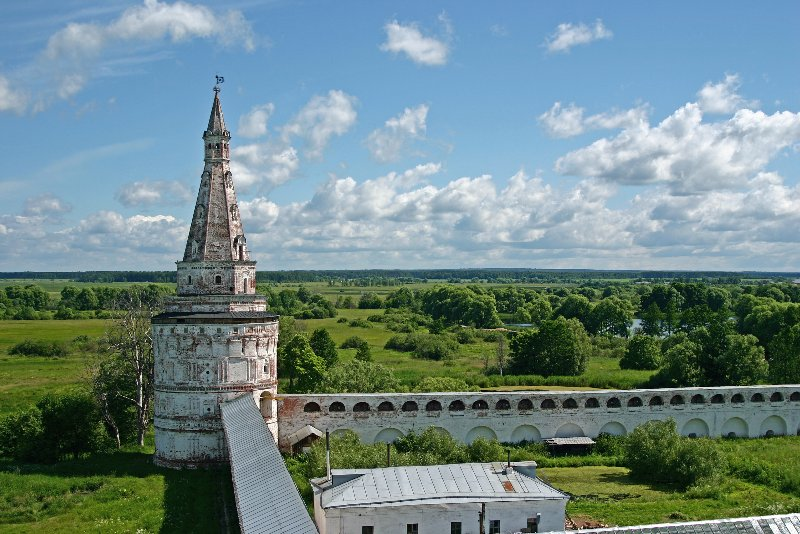
Иосифо-Волоцкий монастырь, в окрестностях которого снимались некоторые сцены фильма

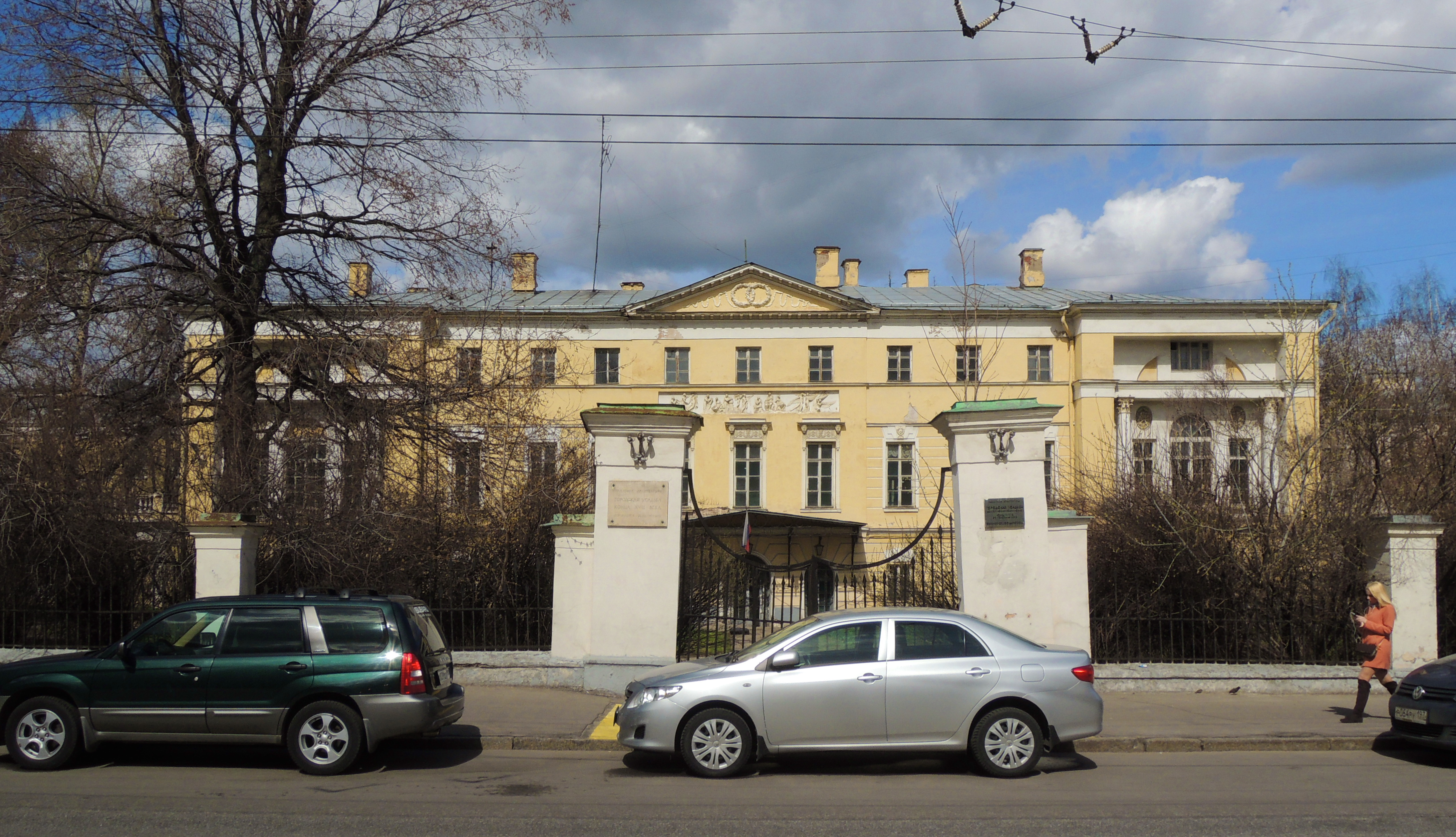
Малая Никитская улица № 12 — Усадьба Долгоруких-Бобринских. Дом Ростовых в «Войне и мире» С. Бондарчука

География съёмок была весьма обширна. Необходимая натура для сцены расстрела поджигателей Москвы была найдена у стен Новодевичьего монастыря (также и у стен Новоспасского монастыря). Для съёмки сцены русской охоты подошло село Богословское недалеко от Иванькова.
Шенграбенское и Аустерлицкое сражения снимались в Закарпатье, близ города Мукачево. Для съёмок туда доставили 150 вагонов с оборудованием. В них участвовало три тысячи солдат Прикарпатского военного округа.
Возле города Дорогобуж Смоленской области, на пути Старой Смоленской дороги, нашлось подходящее поле для съёмки Бородинского сражения. Первоначально собирались снять на реальном Бородинском поле, но мемориал, установленный на месте сражения, мешал съёмкам. Гороховое поле, располагавшееся перед декорационным объектом «Батарея Раевского», было за несколько недель заменено ржаным при помощи ручной высадки спелой ржи на площади 2 гектара.
Недалеко от Иосифо-Волоцкого монастыря вблизи села Теряево сняли пожар столицы. Для этого была построена декорация Москвы, состоящая из 11 зданий, в том числе копии Сухаревой башни высотой 30 метров.
Ряд сцен был снят в усадьбе Толстого в Ясной Поляне, в Ленинграде и в Молдове.
Первоначально самую романтическую сцену фильма собирались снимать в большом фойе Таврического дворца в Ленинграде, но договориться об этом не удалось. В результате декорации первого бала Наташи Ростовой были созданы в одном из павильонов «Мосфильма».
Несмотря на тщательное следование авторскому тексту в вопросах выбора съёмочных объектов, некоторые сцены сняты в местах, не соответствующих сюжету романа. Например, считается, что дом Ростовых находился в Москве на Поварской улице. Однако, художники картины посчитали более подходящим интерьер особняка на улице Качалова, где и снимались соответствующие эпизоды.

### Технология
Фильм «Война и мир» должен был продемонстрировать всему миру то, что в СССР технология кинематографии не уступает мировым стандартам и использование отечественных материалов и инструментов было делом принципа.
В конце 1950-х годов в мире начинает распространяться новая технология широкоформатного кино. Американский продюсер Майкл Тодд, посетив СССР в 1957 году, предложил совместное производство «Войны и мира» с использованием его системы Тодд-АО. Он привёз в Москву 65-мм студийную кинокамеру «Mitchell BFC» и двухформатный 70/35-мм кинопроектор «Philips DP70» для демонстрации возможностей системы. Предложение было отвергнуто, но оставшаяся в Москве кинотехника послужила основой для создания советской 70-мм системы широкоформатного кино. Съёмка на 70-мм плёнку позволяла получать яркое изображение высокого разрешения на большом экране, что как нельзя более удачно подходило для масштабных фильмов с красочными батальными сценами.
Первым фильмом, снятым по полностью советской технологии широкоформатного кино, стала картина режиссёра Юлии Солнцевой «Повесть пламенных лет» (1960).
К 1962 году технология широкоформатного кинематографа ещё окончательно не сложилась ни в СССР, ни в других странах, и фильм «Война и мир» стал полигоном для новых идей и разработок. Одним из наиболее важных моментов, повлиявшим впоследствии на весь ход съёмок и конечный результат, стал выбор плёнки. К началу съёмочного периода было невозможно заказать необходимую партию плёнки Kodak, поскольку не оставалось времени для выделения валютных средств на её приобретение, и негативная плёнка шириной 70 миллиметров фирмой Кодак не выпускалась. Американские системы широкоформатного кино предусматривали негатив шириной 65 миллиметров. У создателей была возможность использовать плёнку производства фирмы ORWO из ГДР, но в итоге решение было принято в пользу отечественного производителя.
Собственно картина начинала сниматься параллельно в двух форматах как это было принято ещё при съёмках первых широкоэкранных фильмов:
- широкоформатном 70 мм (с шестиканальным звуком 5+1),
- широкоэкранном 35 мм[39].

Однако в процессе съёмок от второй 35 мм камеры очень быстро отказались, чтобы не затруднять и без того напряжённые условия и график съёмки.
По мнению оператора фильма Анатолия Петрицкого важно было и то, что режиссёр мог расходовать отечественную плёнку в неограниченных количествах. Для съёмок 70-мм камерой использовалась экспериментальная цветная 70-мм плёнка Шосткинского комбината и экспериментальная камера с зеркальным обтюратором «Россия» 1СШС. Ряд сцен был снят ручной камерой 1КСШР. Такая камера весила около 10 кг и съёмка ей «с рук» требовала недюжинной физической силы оператора.
Съёмочная группа впоследствии страдала из-за низкого качества отечественной плёнки и постоянного брака при проявке, некоторые сцены приходилось повторять по 30-40 раз. Многократной пересъёмке подвергались технически сложные батальные сцены с большим количеством статистов, когда за день получалось не более двух качественных дублей. Слабая чувствительность плёнки приводила к тому, что съёмочную площадку приходилось дополнительно освещать прожекторами даже днём, при естественном свете.  Из-за этого работа над картиной сильно растянулась. В итоге в окончательный вариант всё равно попали некоторые кадры с техническим браком — переснять их не было никакой возможности.

Батальные сцены фильма. Бородинское сражение

Несмотря на технические сложности, создатели картины и, прежде всего, оператор — смогли добиться максимума возможного на доступных материалах. Впоследствии Сергей Юриздицкий так отозвался о работе коллеги: «что сделал А. А. Петрицкий в „Войне и мире“! С отечественной плёнкой это сделать было невозможно. А он добился потрясающего изображения.».
Уникальной была также работа над звуковым сопровождением. Практически фильм был всего лишь вторым опытом создания картины с многоканальным звуком формата «5+1». Для работ по обработке и сведению звука был создан специальный тонваген (передвижная студия) и аппаратура для синхронной записи. Весь парк техники, микрофоны, магнитофоны (аппаратура тогда была ламповая) и магнитные ленты были также исключительно отечественного производства.
В ходе работы над фильмом создатели прибегали к необычным приёмам. Съёмки некоторых сцен Бородинского сражения велись с помощью камеры, которую укрепили на канатной дороге длиной 120 метров, протянутой над полем сражения. Пролетая на высоте, камера давала необычную возможность съёмки «с летящего пушечного ядра». Некоторые сцены снимались с вертолётов, с вышек и операторских кранов оригинальной конструкции. Для «погружения» в атмосферу первого бала Наташи Ростовой оператор Петрицкий встал на роликовые коньки, а передвигал его среди вальсирующих пар ассистент. Эти приёмы вошли в документальный фильм о ходе съёмок ленты и впоследствии использовались как учебный материал для подготовки будущих операторов.

### Восстановление
В 1986 году фильм был восстановлен, частично отреставрирован и подготовлена его телевизионная версия при участии самого режиссёра картины. Широкоформатный вариант с соотношением сторон 1:2.2 был переведён в телевизионный формат 4:3 пансканированием с частичной потерей изображения слева и справа. Кроме того, картина была перемонтирована в трёхсерийный вариант.
В 1999 году киностудия «Мосфильм» начала программу восстановления шедевров из фильмофонда студии. В 2000 году фильм «Война и мир» был полностью отреставрирован в лабораториях концерна «Мосфильм» при участии компании «Крупный план». К этому моменту оригинал (негатив) 70 мм и 35 мм плёнки по причине её исходного низкого качества уже был полностью утрачен и не подлежал восстановлению. Фильм (изображение) восстанавливали с «лаванды» (контратипа). Оригинал — магнитная плёнка с шестиканальным звуком — позволил перенести звуковое сопровождение картины в современный формат Dolby Digital 5.1. Картина была перенесена на цифровые носители, с восстановленным заново звуковым сопровождением.
26 июля 2000 года в московском кинотеатре «Ударник» состоялась вторая премьера кинофильма «Война и мир» в новом формате.

## Оценка и восприятие

### Отличия от оригинала
Создатели картины отнеслись очень бережно к исходному тексту: расхождения практически отсутствуют и только вынужденно допущены некоторые купюры. Сценарий «Война и мир» у Бондарчука и его соавтора Василия Ивановича Соловьёва сложился быстро. Конечно, не обошлось без потерь. Так, пришлось отказаться от сюжетной линии Николая Ростова. Значительно были сокращены эпизоды с княжной Марьей. Лишь обозначена, проведена пунктиром линия поведения Анатоля Курагина. Осталось за кадром хождение в масоны Пьера Безухова. Не вошли в фильм и историко-философские рассуждения Толстого.
Концовка фильма сильно отличается от романной. Фильм кончается сразу после войны 1812 года, тогда как в романе рассказано о послевоенной жизни героев вплоть до 1820 года.

### Критика

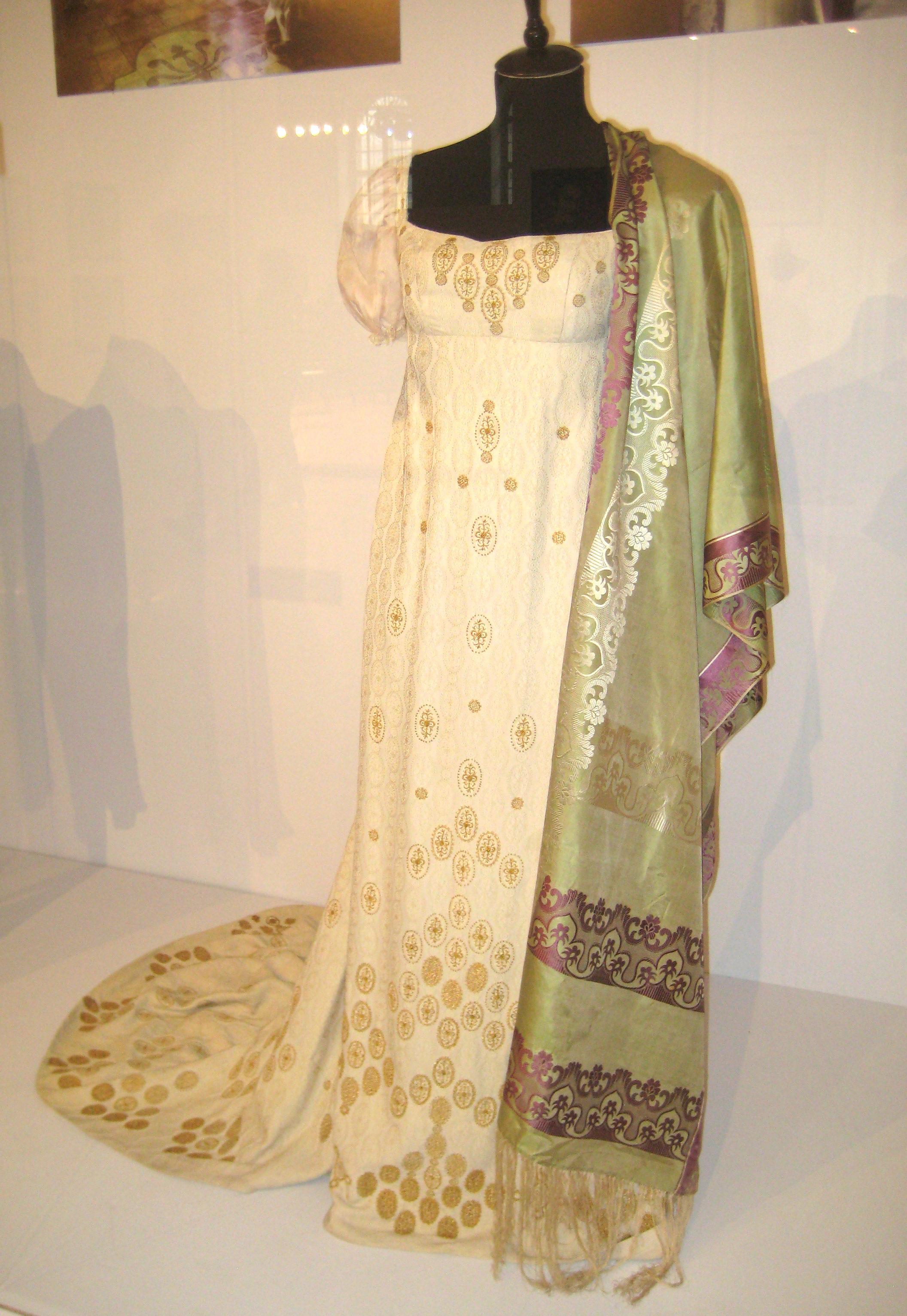
Один из костюмов, сшитых для съёмок (Музей Мосфильма)

Масштабный проект вызвал неоднозначную реакцию, как во время работы над картиной, так и по окончании. Статус ведущего советского режиссёра ограждал Сергея Бондарчука от открытой критики, но в среде коллег было немало скептических и резко негативных замечаний. Очень холодно отозвался Козинцев, сравнивший фильм с «бижутерией на экране».
Прежде всего критики отмечали слишком буквальное и дидактическое следование литературному первоисточнику. Отзываясь о проектах крупнейших экранизаций в кинематографе СССР 1960-х годов, Виктор Шкловский писал о том, что в них не было энергии заблуждения, сделавшей в своё время их первоисточники классикой литературы. Авторы упорядочивали сюжет, упрощали и облегчали для понимания тексты. Акценты и в картине «Война и мир» расставлены так, как это было принято в советской школьной программе. В эпоху экспериментов кинематографа 1950-х и 1960-х, когда были сняты такие новаторские ленты, как «Девять дней одного года» и «Летят журавли» — «Война и мир», даже с операторскими изысками, снята консервативно и строго канонически.

Сергей Бондарчук сразу занял другую позицию. Он решил уйти в Толстого абсолютно и всецело. Он доверился ему, как послушнейший ученик. Несколько лет он дышал Толстым, как святыней, боясь отступить даже в букве, последней деталью дорожа, как целым монологом или характером…
— 
Формальному следованию литературной первооснове противоречит расхождение реального возраста актёров и их героев. В начале повествования, согласно тексту романа, Безухову 20 лет, тогда как Сергею Бондарчуку в 1965 году исполнилось 45 лет. В этом смысле недостоверно выглядит, например, сцена кутежей у Долохова (1-я серия), где явно немолодые актёры заняты в сценах, в которых по логике повествования участвуют молодые петербуржские гуляки. При этом несколько обесценивается и авторское толстовское настроение романа, в котором Андрей Болконский старше, опытнее Пьера и даже несколько покровительствует ему. Критик А. Макаров отмечал несоответствие комплекции актёров толстовским персонажам, излишнюю пышность дома Ростовых.
На роль Элен Безуховой ассистенты Бондарчука пригласили Вию Артмане. Но Сергей Фёдорович в последний момент передумал. Позвонив актрисе, он выразил сожаление и сообщил, что эту роль будет играть его жена Ирина Скобцева. Через много лет Артмане узнала, что Ирине Скобцевой Сергей Бондарчук сказал, что Элен просто некому играть.
Интересная особенность картины — обилие сцен, связанных с религиозной тематикой (продолжительные сцены в церкви, крестный ход), которые весьма органично смотрятся в общем контексте.
Критики, положительно отозвавшиеся о фильме, прежде всего отметили самоотверженность создателей, которые взяли на себя такую ответственность и вообще решились начать и довели до конца столь грандиозную постановку. Несомненной удачей картины стали сцены сражений, где с помощью новаторских операторских решений полностью раскрылся темперамент Бондарчука как батального режиссёра.
По мнению Кинга Видора: «Бородинское сражение лучше показать невозможно: глубокое понимание битвы, прекрасные массовки — волнующее зрелище. И эпизод пожара Москвы прекрасно снят. Я в Голливуде считаюсь специалистом по пожарам и знаю, как это трудно. Мы обсуждали у себя эту сцену и единодушно решили, что она прекрасна». В сравнении с голливудским фильмом 1956 года, где внимание зрителя в основном привлечено к романтической сюжетной линии и личной жизни героев, — советская картина более масштабна и многопланова. Подход режиссёра, бережно отнёсшегося к тексту Толстого, имеет и свои положительные стороны. Документальное и, своего рода, реставрационное воспроизведение быта и уклада XIX века подчеркнуло подспудную толстовскую идею о любви к жизни во всех её проявлениях.
Работа над картиной — вообще пример скрупулёзной проработки мелочей и при этом огромных неточностей. Так, например, опера, которую посещают герои во 2-й серии, — «Коронация Поппеи» Клаудио Монтеверди. Она была написана в XVII веке для придворного театра Мантуи, где долгое время покоилась в архиве и была открыта вновь лишь в 1888 году.

Бондарчуку удалось удержаться на тонкой грани между зрелищным, человечным и интеллектуальным. Даже самые продолжительные и кровавые батальные сцены не утомляют, а приковывают взгляд. Солдат, требующий представления к награде, обезумевшие лошади, рвущиеся прочь от взрыва, интригующий диалог Наполеона и его адъютантов. Бондарчук доносит до зрителя все детали эпической драмы, не проигрывая в зрелищности и одновременно постоянно возвращаясь к фундаментальной теме Толстого — людям, попавшим в жернова истории.
Оригинальный текст (англ.)Bondarchuk, however, is able to balance the spectacular, the human, and the intellectual. Even in the longest, bloodiest, battle scenes there are vignettes that stand out: A soldier demanding a battlefield commendation, a crazed horse whirling away from an explosion, an enigmatic exchange between Napoleon and his lieutenants. Bondarchuk is able to bring his epic events down to comprehensible scale without losing his sense of the spectacular. And always he returns to ToIstoy's theme of men in the grip of history.
— 
После всех перипетий с пробами и подбором актёров режиссёру удалось собрать в «Войне и мире» интересный и разноплановый ансамбль. Дебютантки Савельева и Шуранова, молодые, но уже состоявшиеся Табаков и Вертинская играли вместе с актёрами «старой мхатовской школы» (Кторов, Степанова, Станицын) и представителями среднего поколения: Тихонов, Ефремов, Рыбников, Трофимов. Критики картины особо отметили игру Анатолия Кторова (он не снимался в кино 30 лет с середины 1930-х), которая по-настоящему украсила картину.

Главная тема романа — патриотическая. Он раскрывает моральную и нравственную победу русского народа над наполеоновскими полчищами. Главное в «Войне и мире» — человеческие типы, носители русского национального характера, «скрытая теплота» их патриотизма. Все они, начиная от безвестного капитана Тушина, от незаметных героев, чьими общими силами и жизнями свершаются величайшие сдвиги истории, кончая главными фигурами повествования — Андреем Болконским, Пьером, Наташей, — все они близки к складу русского национального характера. Острое, осязаемое, почти материальное чувство любви к своей стране я хотел бы передать каждым кадром киноэпопеи.
— 

### Признание
Фильм стал большим успехом советского кинематографа. Был закуплен для международного проката и получил хорошую прессу в мире. Съёмочная группа в 1965—1969 годах посетила с ним крупнейшие международные кинофестивали.
26 апреля 1967 года 3-я серия «Войны и мира» была представлена на внеконкурсном показе кинофестиваля в Каннах. 15 апреля 1969 года в Лос-Анджелесе, на церемонии вручения премии «Оскар» за 1969 год, фильм «Война и мир» был удостоен награды как лучший фильм на иностранном языке, опередив такие фильмы как «Бал пожарных» Милоша Формана, «Украденные поцелуи» Франсуа Трюффо, «Девушка с пистолетом» Марио Моничелли. Сам Бондарчук на вручение «Оскара» не приехал, так как был занят на съёмках своего следующего фильма. Получала почётную статуэтку от лица всей творческой группы Людмила Савельева.
Для молодых актрис Савельевой и Шурановой фильм стал пропуском в большую кинокарьеру. Савельева стала звездой международного масштаба, получив приглашение Витторио Де Сика сыграть вместе с Софи Лорен и Марчелло Мастроянни в фильме «Подсолнухи». Следующая работа Бондарчука — снятый в Италии фильм «Ватерлоо» — стала ещё одним большим этапом в его творчестве и получила широкое мировое признание.
После работы в «Войне и мире» Вячеслав Тихонов был настолько разочарован, что едва не бросил кино. После четырёх тяжёлых лет, отказов от всех других предложений результат оказался противоречивым. Кинокритики его работой были недовольны, да и сам Бондарчук остался при своём мнении, что роли Болконского Тихонов не соответствует. Из творческого кризиса Тихонова вывел режиссёр Станислав Ростоцкий, буквально заставивший актёра сыграть в следующем его фильме «Доживём до понедельника».

### Бюджет и прокат

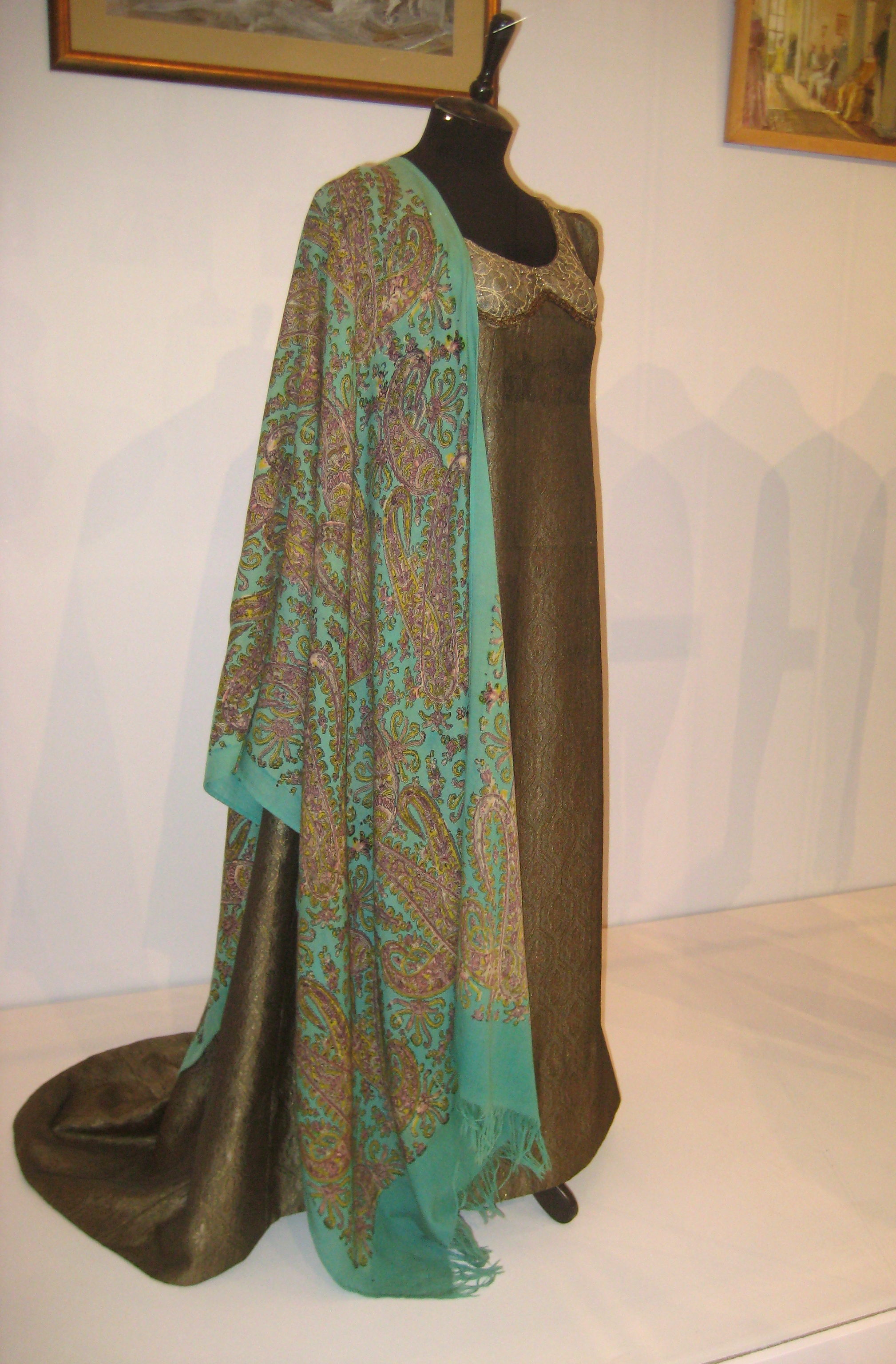
Один из костюмов, сшитых для съёмок (Музей Мосфильма)

Данные по бюджету картины противоречивы. «Война и мир» считается одной из наиболее дорогостоящих картин в истории кинематографа. По данным сайта imdb.com, бюджет оценивается в 100 миллионов долларов США в ценах 1967 года, что соответствует приблизительно 560 миллионам долларов по курсу 2007 года. По другим данным расходы составили от 150 до 180 миллионов долларов.
Критик Фёдор Раззаков оценил окончательный бюджет примерно в 8 миллионов советских рублей. В эту оценку, правда, не включены расходы, которые пришлись на Министерство обороны СССР, традиционно бесплатно поставлявшее статистов для батальных сцен.
Для сравнения: бюджет артхаусной картины «Андрей Рублёв» (длительность 205 минут) составил около 1 миллиона рублей.
Первая серия была выпущена в премьерный показ 2805 фильмокопиями, что было рекордом для советского кино. Фильм был достаточно успешен во внутреннем прокате, хотя посещаемость от первой к четвёртой серии снижалась. В общей сложности 4 серии посмотрело 135 миллионов зрителей и, по оценкам специалистов, они собрали в советском прокате около 58 миллионов рублей.

### Призы и награды
- 1965 — Большой приз фильму и диплом Людмиле Савельевой на IV Московском МКФ в 1965 году.
- 1966 — VII конгресс МАНК в Праге (Чехословакия): Почётный приз за сложные движения камеры
- 1966 — V Международный технический конкурс фильмов в рамках VII Конгресса УНИАТЕК в Праге: Почётный диплом
- 1966 — Вячеслав Тихонов и Людмила Савельева — лучшие актёры года по опросу журнала «Советский экран».
- 1967 — Фильм был представлен на внеконкурсном показе кинофестиваля в Каннах.
- 1968 — Премия Национального совета кинокритиков США за лучший фильм на иностранном языке.
- 1969 — Премия «Оскар» за лучший фильм на иностранном языке. Номинация в категории лучшая работа художника-постановщика
- 1969 — Премия «Золотой глобус» за лучший фильм на иностранном языке
- 1970 — Номинация на премию «BAFTA» за лучший фильм на иностранном языке.
- 1973 — Приз Людмиле Савельевой на фестивале советских фильмов в Сорренто[64][65][66].

## Технические данные

### Общие
- Фильм: широкоформатный; 4 серии; 48 частей
- Длительность: СССР 484 мин (8 часов 4 мин)
  - 1-2 серия: метраж (35-мм) 6975 м, 255 мин.[67]
  - 3 серия: метраж 2854 м, 104 мин.[68]
  - 4 серия: метраж 3428 м, 125 мин.[69]
- Язык: русский, французский, немецкий.
- Прокатные фильмокопии печатались в различных вариантах. Для специально оборудованных широкоформатных кинотеатров производилась контактная печать на 70-мм киноплёнке с оригинальным соотношением сторон 2,2:1. Для широкого проката фильмокопии печатались оптическим способом на 35-мм киноплёнке в широкоэкранном варианте с соотношением сторон экрана 2,35:1 и в обычном формате с кадром 1,37:1 и обрезкой изображения пансканированием. Часть фильмокопий для кинопередвижек печаталась на 16-мм киноплёнке.
- Звук: 70-мм стерео 6 каналов (5+1) (оригинальная версия), 35-мм «широкий экран» с магнитной фонограммой 4 канала стерео (оригинальная версия), 35-мм «широкий экран» и обычный формат одноканальная оптическая фонограмма (оригинальная версия) / Dolby Digital 5.1 (восстановленная версия).

### VHS
- Дистрибьютор: «Видеопрограмма Госкино СССР» (1980-е), «Крупный план» (с 1990 года)
- Звук: Моно (пиратская копия), Hi-Fi Стерео (Лицензионное издание)
- Система цвета: PAL

### DVD релиз
- Формат: 4 DVD (PAL) Дистрибьютор: Крупный План
  - Региональный код: 0 (All) Количество слоев: DVD-9 (2 слоя)
  - Звуковые дорожки: Русский Mono
  - Формат изображения: WideScreen 16:9 (2,2:1).
  - Длительность: 404 мин, СССР[70]
- Формат: DVD-Video, NTSC, 1-диск, дата DVD релиза: 29 октября, 2002
  - Язык: Русский (Dolby Digital 2.0 Stereo)
  - Субтитры: Английские / Региональный код:1
  - Формат изображения: 1.33:1
  - Возрастной рейтинг: без рейтинга
  - Длительность: 427 мин.[71]

### Blu-ray релиз
- Формат: Two-disc set (2 BD-50) (2 диска Blu ray по 50GB)
  - Дистрибьютор: THE CRITERION COLLECTION 2019, Spine #983[72]
  - Региональный код: A (AMERICA NORTH AND SOUTH and JAPAN) Количество дисков: 2 (2 диска Blu ray BD по 50 GB каждый) (Made in Mexico, Jun 25, 2019)
  - Региональный код: 0 Region free (Без регионального кода) Количество дисков: 2 (2 диска Blu ray BD по 50 GB каждый) (Место изготовления не обозначено)
  - Звуковые дорожки: Русский 5.1 стерео
  - Субтитры: английский язык
  - Формат изображения: WideScreen 16:9 (2,25:1).
  - Длительность: 422 мин (на двух дисках Blu ray)
  - Реставрация: Мосфильм (2016) при участии JANUS FILM, THE CRITERION COLLECTION